# Fuggerkapelle

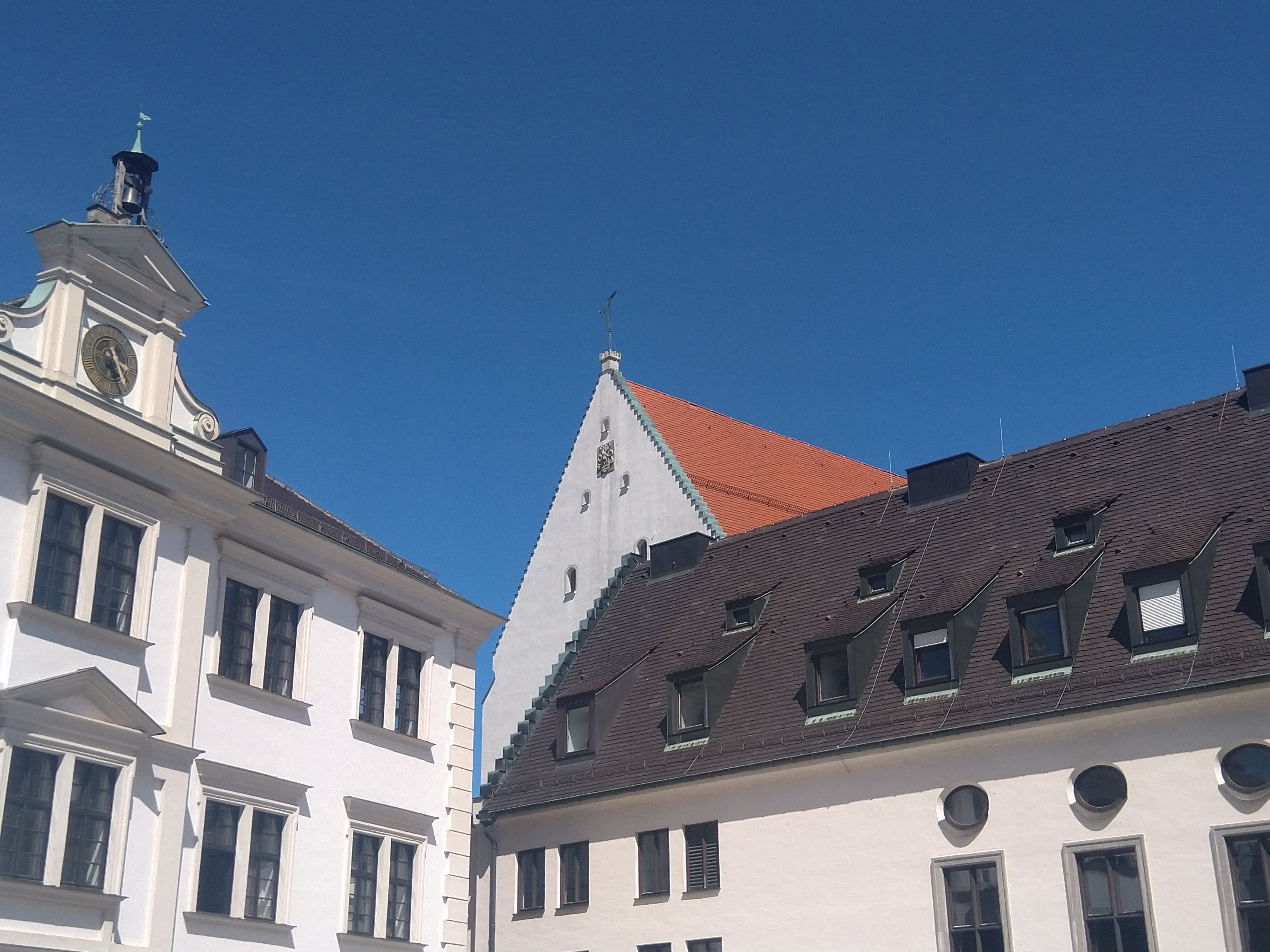
Fuggerkapelle aus dem Westen. Links: ehemaliges Gymnasium bei St. Anna; rechts: Anna-Café.

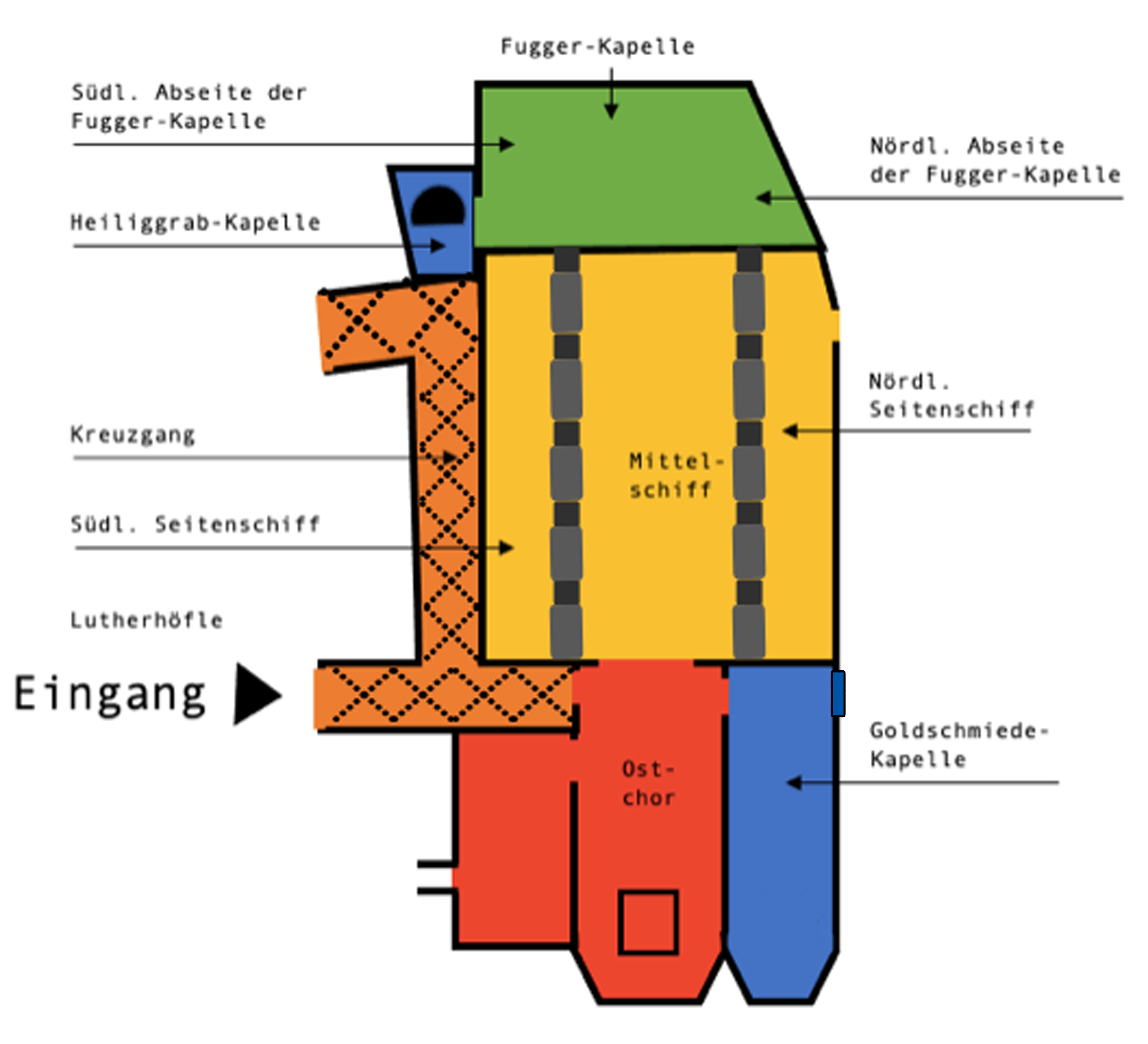
Lage der Fuggerkapelle (grüne Fläche) in der Kirche St. Anna

Die Fuggerkapelle in der Kirche St. Anna in Augsburg ist eine Gedächtniskapelle der Fugger, die der Familie auch als Begräbnisstätte dient. Sie wurde zwischen 1510 und 1512 erbaut und 1518 zu Ehren des Altarsakraments, der Jungfrau Maria und des Evangelisten Matthäus geweiht.
Nachdem die St. Anna-Kirche bereits zwischen 1487 und 1497 um das Hauptschiff deutlich erweitert wurde, bildet die Fuggerkapelle den Westchor der abermals erweiterten St. Anna-Kirche. Sie sollte eigentlich durch ein Gitter von ihr abgetrennt werden, was aber nie geschah. Die Orgel der Kapelle ist heute die Hauptorgel der St. Anna-Kirche.
Die Fuggerkapelle ist neben der Görlitzer Annenkapelle eine von nur zwei Kirchen „in größerem Stil“ in Deutschland, die von privaten Bürgern, anstatt (wie „zu jener zeit“ gewöhnlich) von Herzögen oder Königen erbaut wurden. Sie ist außerdem eines der frühesten Bauwerke der Renaissance. Im Gegensatz zur evangelischen Kirche St. Anna in Augsburg, woran die Fuggerkapelle gebaut wurde, ist die Fuggerkapelle katholisch.

## Geschichte

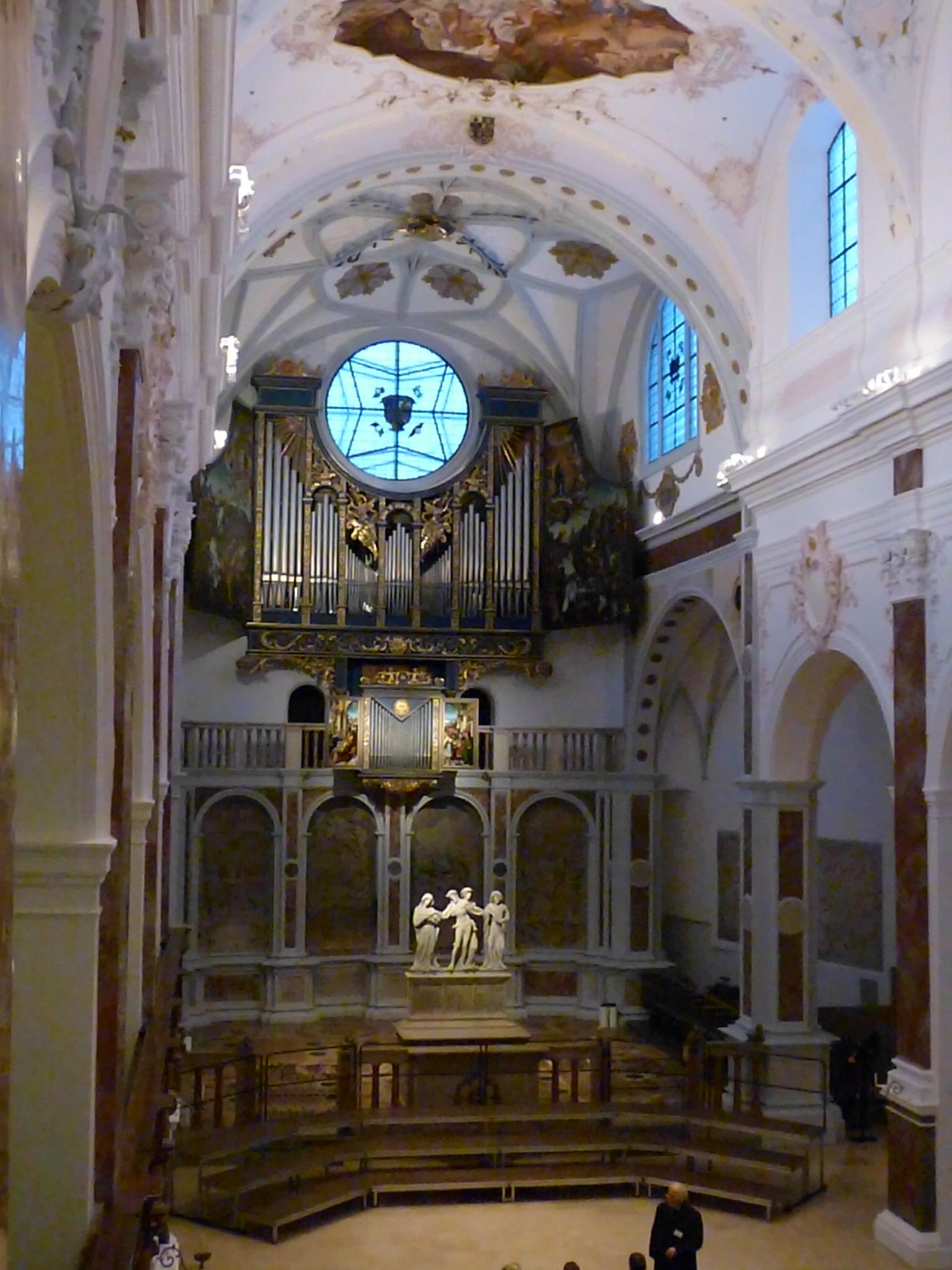
Innenansicht der Fuggerkapelle

### Planung
Die Idee der Fuggerkapelle bei St. Anna geht auf die Brüder Georg, Ulrich und Jakob Fugger zurück. Als zumindest ungefähres Jahr dafür werden 1505 und 1506 genannt. Dass Georg Fugger zum Zeitpunkt der Planungen noch lebte, geht aus einer ausführlichen lateinischen Urkunde des Priors Johannes Starck (latinisiert Fortis) am 7. April 1509 hervor sowie aus Jakob Fuggers Gesellschaftsvertrag mit seinen vier Neffen aus dem Jahr 1512 und seinem Stiftungsbrief vom 21. August 1521. Aus des Priors Urkunde (1509) und schon früher aus einem Entscheid vom 20. Juli 1505 geht hervor, dass der Konvent des Karmeliterklosters plante, die Kirche, die er einst erbaut hatte, zu erweitern.
Am 4. April 1509 schlossen Ulrich und Jakob Fugger mit dem Prior von St. Anna einen Vertrag über den Bau der Kapelle. Die päpstliche Bestätigung erfolgte schließlich am 19. November 1509.
Als auch Ulrich Fugger am 19. April 1510 verstarb, begann Jakob Fugger nach eigener Aussage anschließend mit dem Bau der Kapelle. Trotzdem wird meist das Jahr 1509 als Baubeginn betrachtet.

### Architekt, Baumeister und Künstler

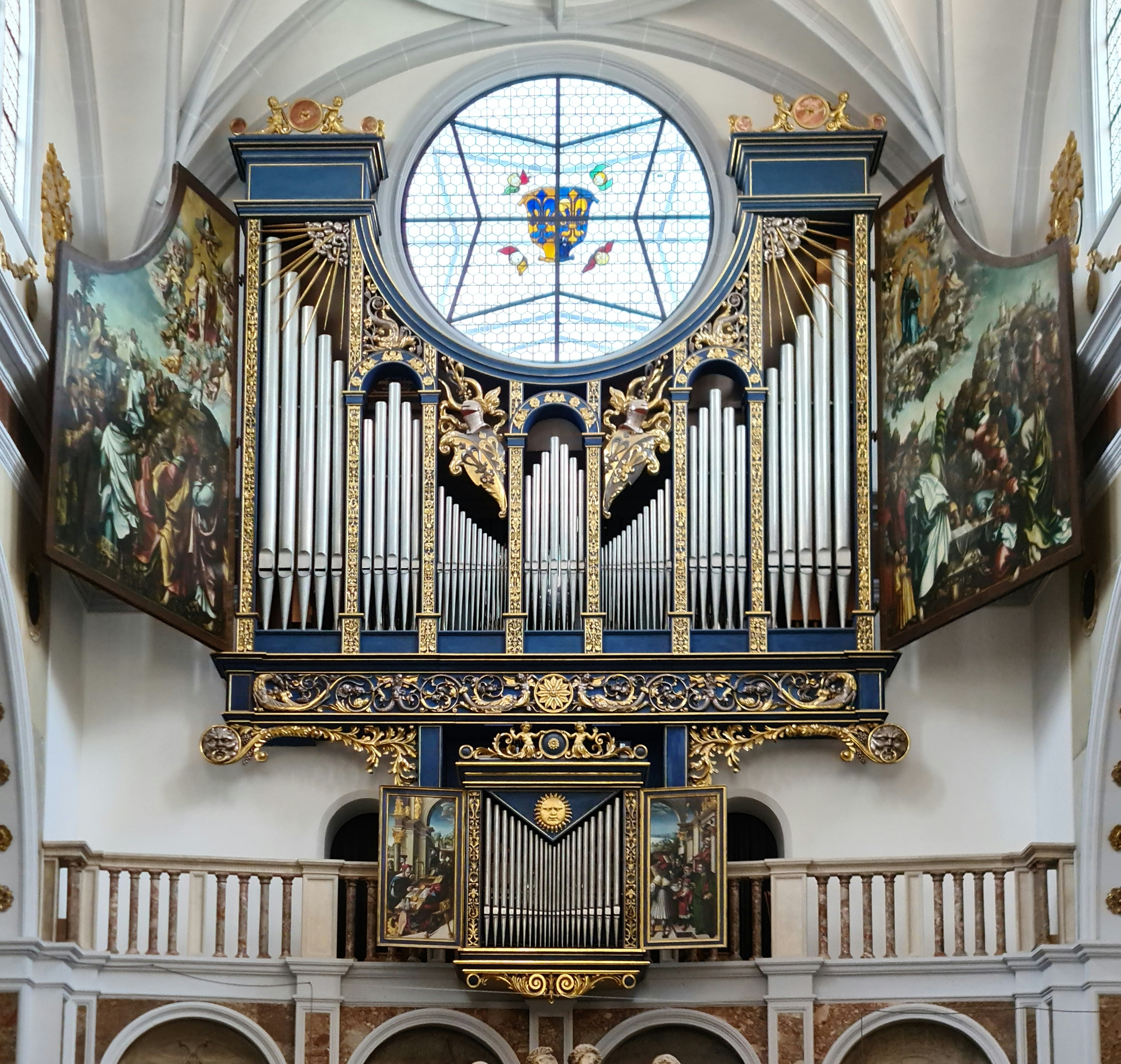
Orgel

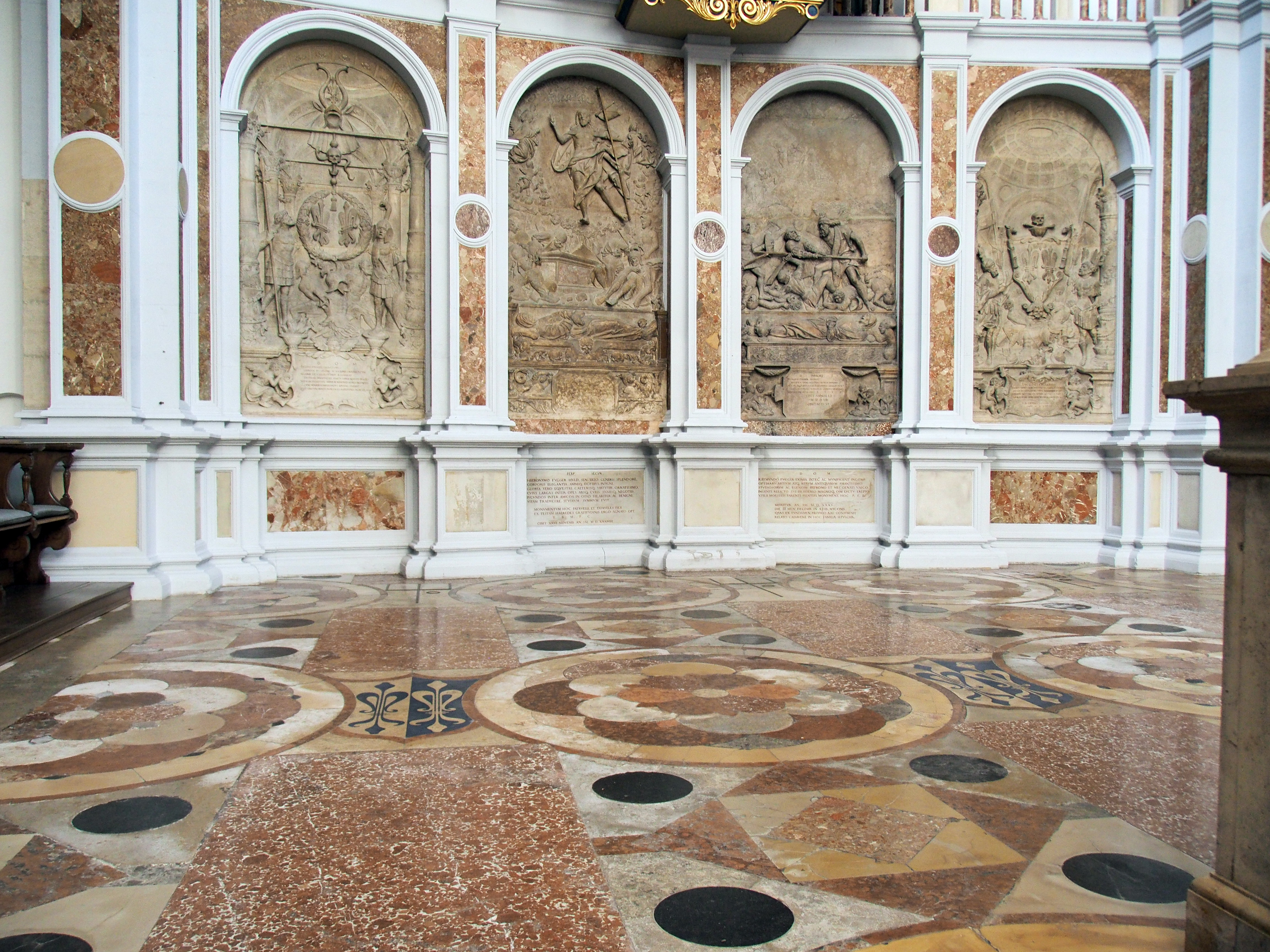
Grablege der Fugger

Wer der Architekt der Kapelle gewesen ist, lässt sich mangels Quellen nicht sicher beantworten. Als Vermutungen werden Albrecht Dürer, Sebastian Loscher und Hans Burgkmair genannt, wobei vieles wohl für Dürer spricht.
Auch für den Baumeister können nur Ideen gemacht werden, so könnte es Burkhard Engelberg († 1512), Hans Hieber († 1521) und auch Jakob Zwitzel († 1540) gewesen sein.
Die Innenausstattung könnten Adolf und Hans Daucher, Hans Burgkmair und Jörg Breu d. Ä. gemacht haben, auch hier fehlen Quellen.

### Bau

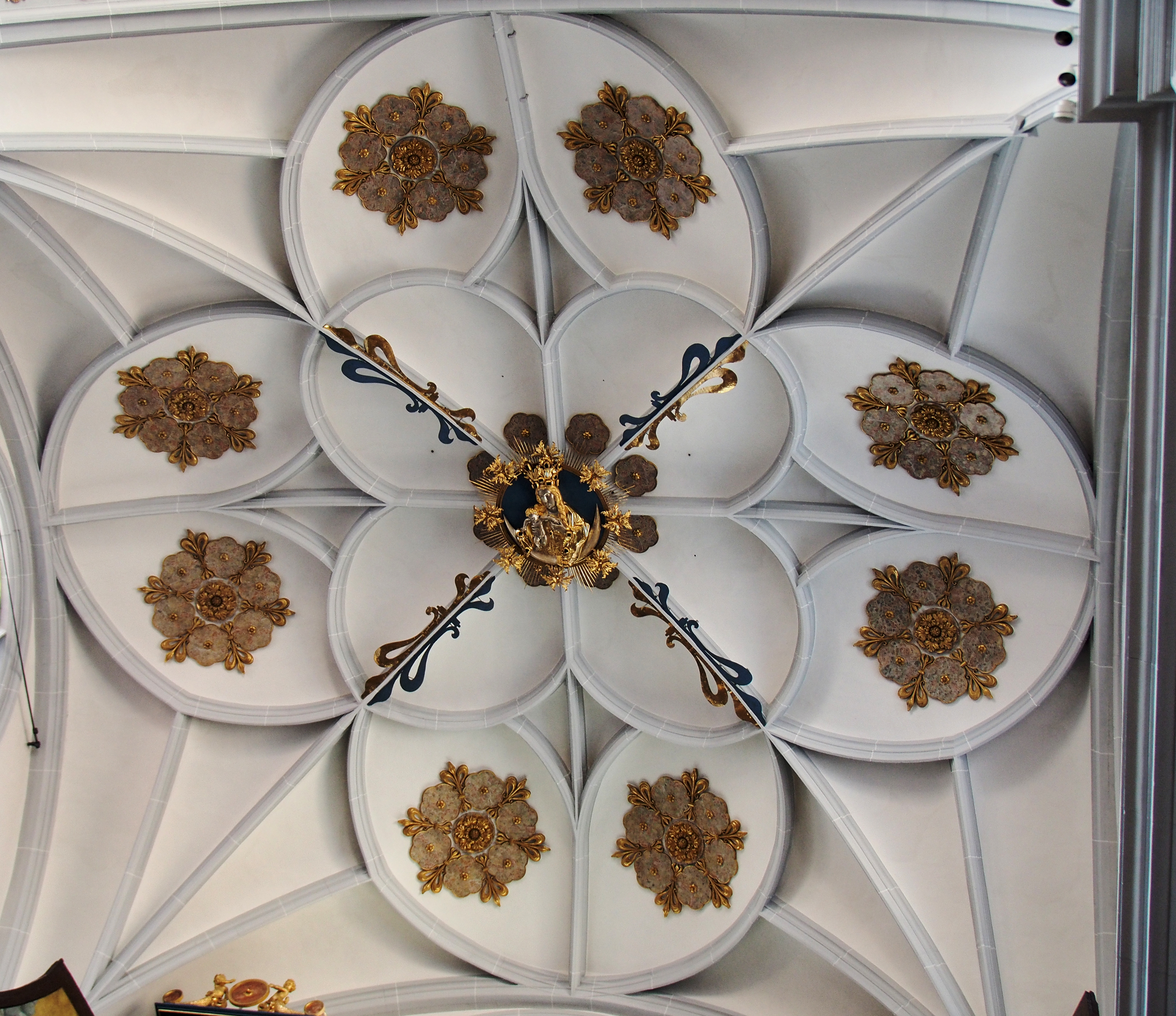
Deckengewölbe

Die Bauarbeiten dauerten bis in das Jahr 1512 an. Hiervon zeugt (auch) die Jahreszahl MDXII in den Kartuschen unter den Seitenfenstern. Bushart bewertete die Kirche als „das früheste und vollkommenste Denkmal der Renaissance auf deutschem Boden“.

### Innenausstattung
Der siebenteiligen Renaissanceprospekt der Orgel stammte aus dem Jahr 1512 von Johann von Dobrau und wurde nach Zerstörung im Zweiten Weltkrieg originalgetreu erneuert.
Am Altar befindet sich eine ursprünglich nach Osten gewandte Fronleichnamsgruppe aus Marmor. Sie stammt mutmaßlich von Hans Daucher aus den Jahren zwischen 1512 und 1517.

### Weihe
Am 17. Januar 1518 wurde die Kapelle in der Weihe dem Patrozinium Jesu Christi im Altarsakrament, der heiligen Jungfrau Maria und dem Evangelisten Matthäus unterstellt.

## Ehemalige Ausstattung
Anfang des 19. Jahrhunderts wurde das Chorgestühl in der Kapelle abgebrochen. Im Zuge dessen entfernte man auch die dort angebrachten Büsten aus Birnbaumholz. Es soll sich dabei um acht Männer und acht Frauen gehandelt haben. Die etwa einen halben Meter hohen Büsten stammen aus der Zeit vor 1518 und entstanden in der Werkstatt von Adolf Daucher. Gemäß Paul von Stetten stellen die Büsten Figuren aus dem Alten Testament dar und sollen gleichzeitig lebende Fugger aus der Zeit um 1518 verkörpern.
15 Büsten wurden 1848/1850 an die Königlichen Museen in Berlin abgegeben. In den Wirren des Zweiten Weltkrieges gingen fast alle Büsten verloren. Erhalten blieben lediglich die drei Büsten Gelehrter mit Buch, Junge Frau mit turbanartiger Haube und Frau mit Ziegenbock. Sie werden im Bode-Museum in Berlin ausgestellt. Eine vierte Büste, Jakob Fugger als Feldherr, blieb ebenfalls erhalten, gilt jedoch als verschollen.

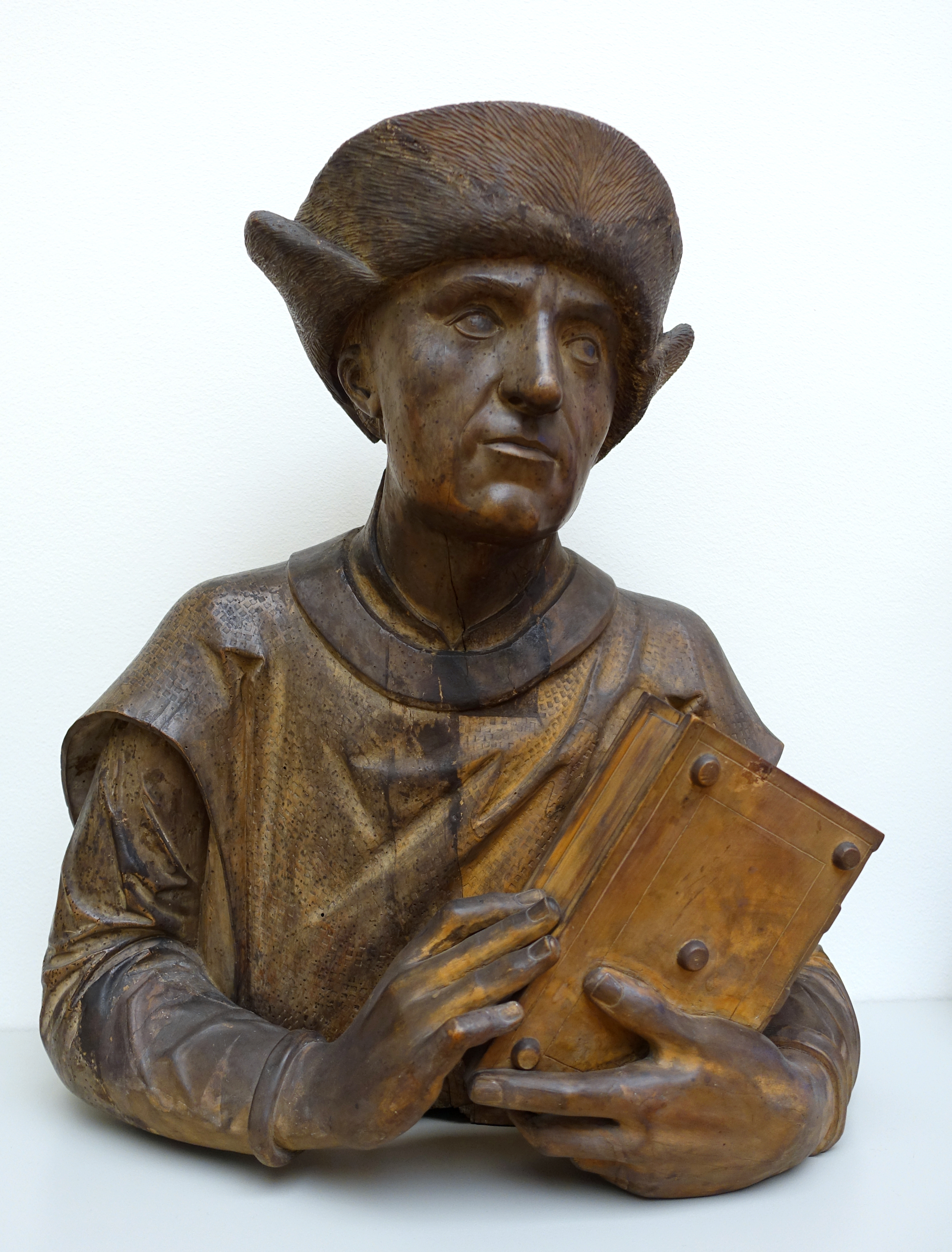
Gelehrter mit Buch
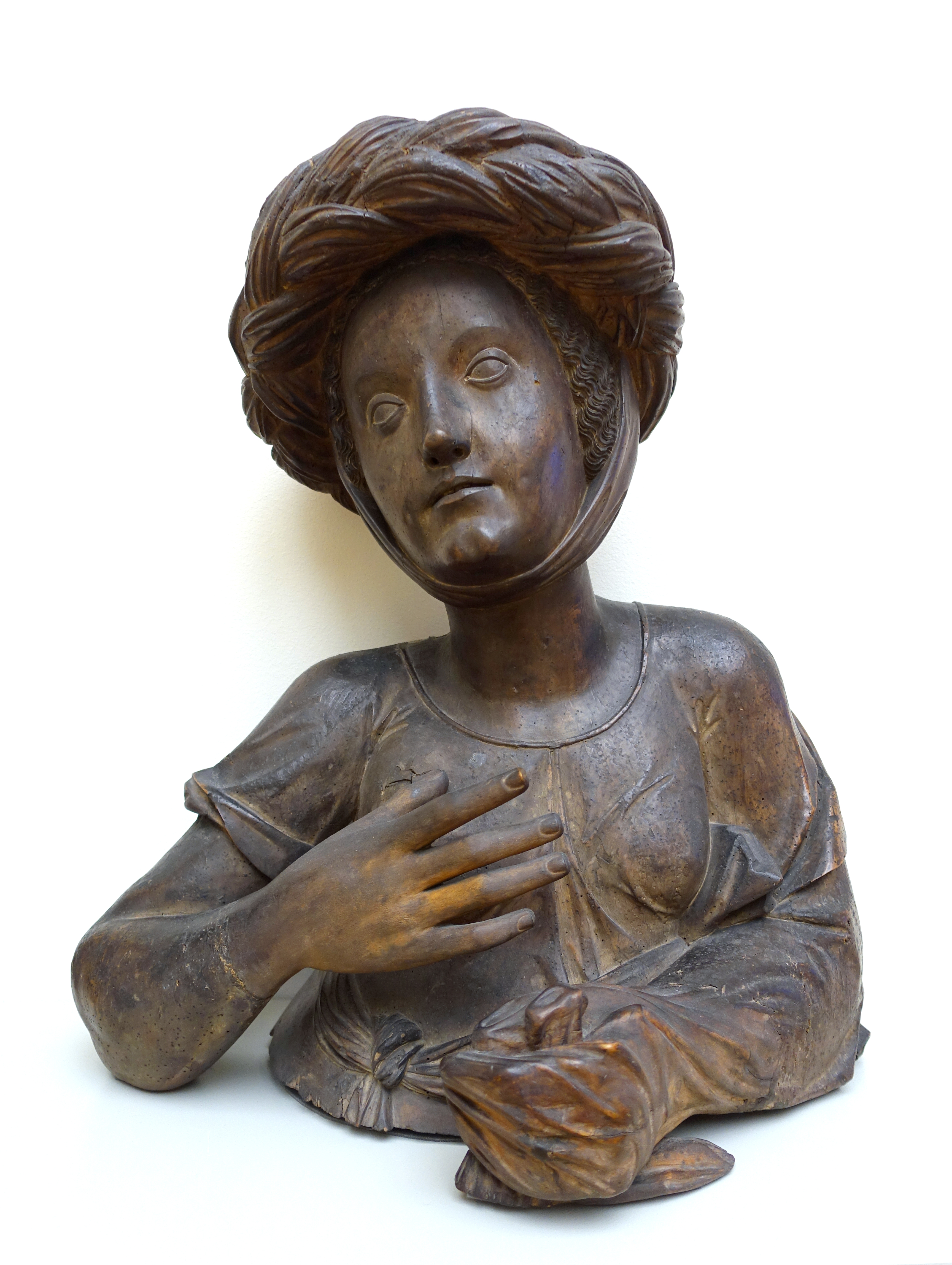
Junge Frau mit turbanartiger Haube
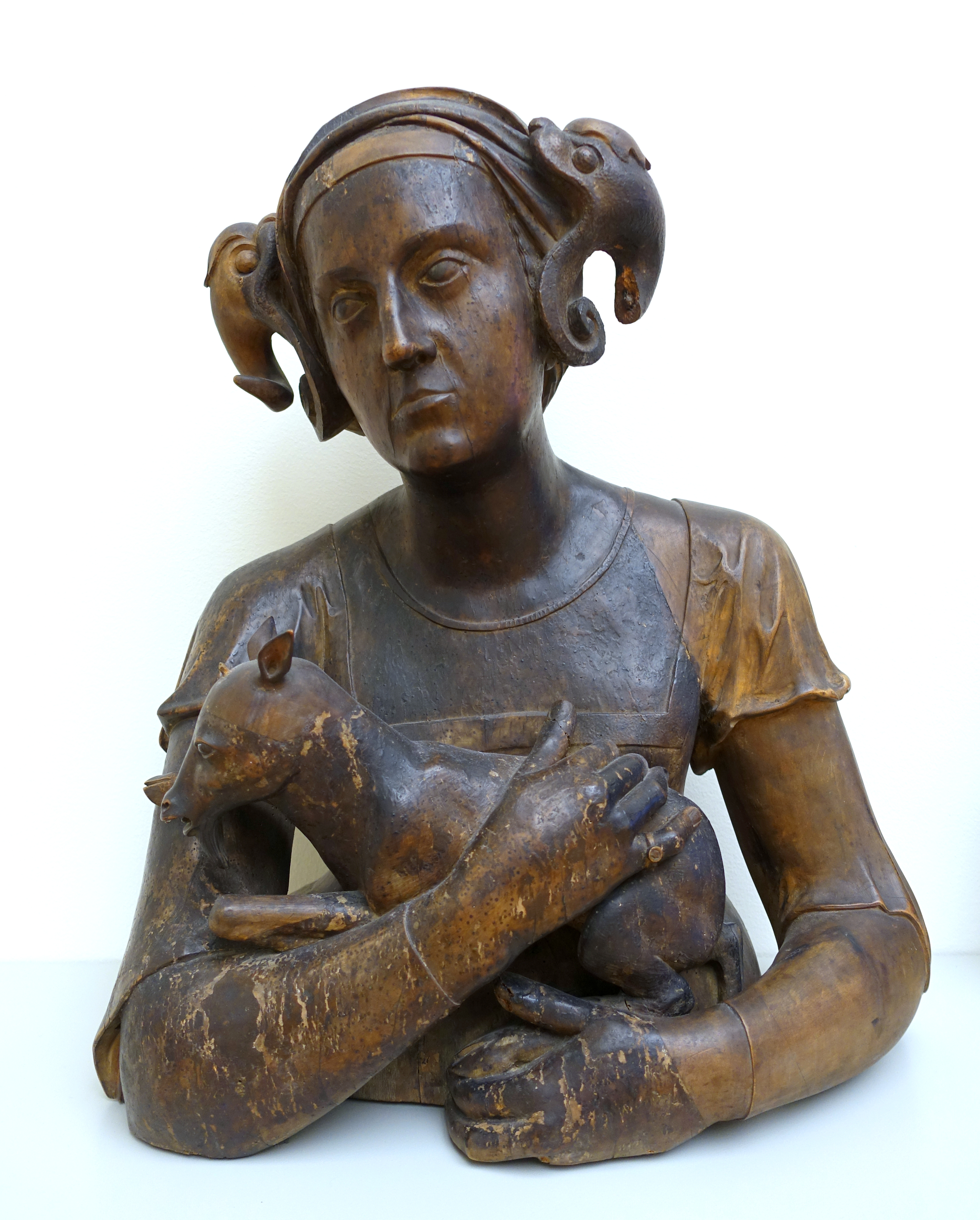
Frau mit Ziegenbock